# Michel de Menehou
Michel de Menehou fou un músic francès de mitjan segle xvi. Fou mestre dels infants del cor de l'església de Saint-Maur-des-Fossés-lez-Paris, i escrigué l'obra Instruction familière en laquelle sont contenues les difficultés de la musique, avec le nombre des concordances et des acords, ensemble la manière d'en user (París, 1555), que és important perquè és la primera publicada a França on s'hi troba el mot acord emprat per a indicar l'harmonia de diversos sons reunits. Menehou també va ser el primer que va parlar de les cadències perfectes i imperfectes.